# ألن أغويري
ألن أغويري (بالإسبانية: Alan Aguerre)‏ (ولد في 23 أغسطس 1990) وهو لاعب كرة قدم أرجنتيني يلعب كحارس مرمى لنادي فيليز سارسفيلد في دوري الدرجة الأولى الأرجنتيني.

## وصلات خارجية
- ألن أغويري على موقع قاعدة بيانات كرة القدم.إي يو (الإنجليزية)
- ألن أغويري على موقع Soccerway.com (الإنجليزية)

- Profile at Vélez Sarsfield's official website (بالإسبانية)
- Argentine Primera statistics at Fútbol XXI (بالإسبانية)